# Celle que...
 (janvier 2024).
Si vous disposez d'ouvrages ou d'articles de référence ou si vous connaissez des sites web de qualité traitant du thème abordé ici, merci de compléter l'article en donnant les références utiles à sa vérifiabilité et en les liant à la section « Notes et références ».

Celle que… est une série de bande dessinée de Vanyda publiée par Dargaud de 2008 à 2011. Ses trois volumes suivent année après année le quotidien de Valentine, de la Troisième à la Première scientifique.

## Résumé

### Celle que je ne suis pas
Valentine a 14 ans et entre en Troisième. Elle retrouve ses amies de toujours, Julie, Émilie et Yamina. Malgré la complicité qu’elle affiche avec ses amies, Valentine joue un rôle en leur présence et se cherche. Elle n’ose se confier à personne, notamment à propos de son amour pour Félix. En voulant suivre le comportement de sa bande de copines, elle se brouille avec Mathys, son meilleur ami car celui avait brisé le cœur de Julie, et se sent de plus en plus isolée malgré le monde qui l’entoure. Valentine exprime aussi à travers son comportement un certain mal-être : l’absence de son père, sa mère qui essaye de compenser ce vide en devenant quelque peu envahissante. Valentine découvre celle qu’elle n’est pas, c’est-à-dire une jeune fille qui a peu de force de caractère face aux décisions d’autrui et qui n’ose pas aller vers les autres. Mais une nouvelle année va bientôt démarrer avec son entrée au lycée.

### Celle que je voudrais être
Valentine et ses amies entrent au lycée. Mais leurs chemins se séparent : Valentine, Emilie et Yamina sont dans des classes différentes. Quant à Julie, elle est restée de l'autre côté du grillage, au collège. Malgré la distance qui commence à les désunir, elles se retrouvent le midi pour manger, rire, mais les choses commencent à changer. Tout n'est plus vraiment comme avant. Les deux pestes de son collège, Karine et Barbara, sont dans sa classe et son amour secret pour Félix, si bien gardé, l'empêche de se confier, même à Yamina qui comprend que quelque chose ne va pas. 
Vanyda dessine une Valentine maussade, et nostalgique de l'époque où ses parents étaient encore unis. Valentine se détache peu à peu de l'influence de son groupe d'amies : elle revoit Mathys, son ami d'enfance, à la braderie de la ville. Elle se sent coupable de son comportement envers lui, et décide de renouer le contact. Julie s'éloigne également, tandis qu’Émilie jette de nouveau son dévolu sur un garçon plus âgé. Valentine participe à des soirées, boit, fait comme les autres et se fait des nouveaux amis dont Juliette, Gaëlle, Melvin, Jessie et Baptiste. Malgré tout, elle peine à s'intégrer, et se sent mal à l'aise, même en présence d’Émilie.
Revoir Mathys lui fait du bien et le club consacré aux mangas créé par Yamina lui permet de faire des connaissances tel que Thierry et Yuki. Cependant, Valentine essaye d'oublier son amour pour Félix, alors que lui parler devient de plus en plus naturel. Les opinions d’Émilie sur le nouveau groupe d'amis de Valentine les éloignent l'une de l'autre, mais Émilie, qui a souvent manqué à son devoir en tant qu'amie, découvre la valeur que Valentine avait à ses yeux et combien celle-ci lui manque. Puis, après avoir vu Félix avec sa petite amie, les sentiments qu'elle avait enfouis au fond d'elle, refont surface. Son besoin de réconfort la pousse dans les bras d'un garçon dont elle ne se souviendra plus du nom le lendemain matin. 
Ce tome raconte une période difficile de l'adolescence, où Valentine commence à trouver « celle qu'elle voudrait être ». Le style de Vanyda vise à une lecture fluide via des dessins détaillés et légers. Valentine apparaît solitaire, et en manque d'amour paternel. Les allusions au sujet de son père sont nombreuses, et son comportement vis-à-vis des autres évolue. Elle ne s'arrête plus aux préjugés, mais cherche à connaître les personnes qui l'entourent. 

### Celle que je suis
Valentine est maintenant en première S et est âgée de 17 ans. L'une des premières planches BD nous montre sa rencontre à la suite d'une bousculade avec un garçon qu'elle ne reconnaît pas, bien que lui semble la connaître. Il se nomme Charles, et le lecteur l'a déjà croisé mais ne l'a pas forcément reconnu car il a coupé ses cheveux bouclés. On revoit ensuite tous les autres personnages, même Julie qui a enfin rejoint le lycée. Pourtant, on la verra très peu dans ce dernier tome. Valentine n'a aucune de ces amies dans sa classe, Émilie s'est éloignée d'elle, même si elles continuent à se parler, Yamina n'en a plus que pour son copain Michel. Mais Charles se rapproche de Valentine. On les voit de plus en plus ensemble au fil des pages et elle ne laisse pas Charles indifférent.
En fait, ce dernier tome montre une Valentine plus épanouie, même si elle reste encore parfois indécise, et surtout une Valentine qui sait qui elle est et ce qu'elle veut. On suit sa relation avec Charles, de plus en plus sérieuse. Charles : ce personnage peu mis en valeur dans les deux premiers tomes de la série se révèle essentiel dans celui-là. Il comprend et écoute Valentine, la trouve belle et l'aime. Ce personnage est l'amoureux sincère et tendre qui manquait à Valentine mais également le père rassurant et protecteur qu'elle n'a plus. Elle oublie complètement son amour pour Félix et continue de vivre sa relation avec Charles. Comme dans tous les autres tomes précédents, on voit son quotidien, comme sa participation à des grèves ou des déjeuners dans l'herbe avec ses amis. Les mentalités ont changé, les personnages sont plus posés  - à part peut-être Melvin - mais la bonne humeur reste là.

## Liste des volumes
1. Celle que je ne suis pas..., Dargaud, 2008.
2. Celle que je voudrais être, Dargaud, 2009.
3. Celle que je suis , Dargaud, 2011.